# 金炳华 (指挥家)
金炳華（1936年5月16日—2021年3月24日），朝鮮指揮家、作曲家。出生於日本大阪府，生長於兵庫縣神戶市。曾任朝鮮國立交響樂團首席指揮者長達30餘年。

## 代表作品
- 血海
- 青山里的豐年